# ENSEMBLE ～舞降る羽のアンサンブル～
《ENSEMBLE》（ENSEMBLE ～舞降る羽のアンサンブル～）是2004年1月30日由F&C FC03發售的十八禁戀愛冒險遊戲。
預約購買者在一些店鋪還得到作為特典的Windows XP對應版。

## 劇情概要
十多年前主角日吉楓因父母離異和妹妹友江淳分開。之後楓住到了寺田家，故事由此展開。

## 登場人物
日吉楓
本作主角。小時候起被寄養在寺田家。
寺田櫻子（聲優：春瀬みき）
寺田家的長女。幼年總是和楓吵架。
寺田若葉（聲優：櫻川未央）
寺田家的次女，由於事故失去了右眼的視力以及部分感情。
寺田百合乃
櫻子和若葉的母親。死於事故。
野乃木星歌（聲優：一色光）
是楓和櫻子的同校生。
友江淳（聲優：上戶琉）
楓的妹妹，15年前和楓分開，仰慕兄長。
美崎文緒（聲優：川島梨乃）
淳的同級生。
鈴凪葎華（聲優：長崎南）
若葉的同級生，之後轉校到北海道。多少有些同性戀的嗜好。
川端友希乃（聲優：夏川菜菜美）
一家旅店的女店主。淳和文緒先在那兒打工過。
海潮輝（聲優：草柳順子）
因母校游泳池改裝而閑居在寺田家的女性。
（聲優：歌織）
體弱帶病的少女。

## 工作人員
- 劇本：素浪人、G巳無月、
- 原畫：
- 音樂：DOORS MUSIC ENTERTAINMENT

## 主題曲
片頭曲：
作詞：HAJIMEX，作曲：YURIA，歌：Honey Bee
片尾曲：
作詞、作曲：吉田文，歌：Mayumi

## 外部連結
- 官方網站 （页面存档备份，存于）（日語）